# 日廖沃
日廖沃（羅馬化：Zhilyovo）是俄罗斯莫斯科州的市级镇，属州辖市斯图皮诺市（城市区），地处莫斯科州东南部，在区行政中心斯图皮诺西北、州府莫斯科东南方，距莫斯科州与图拉州州界约16公里。镇内设有同名铁路车站。
该地2021年人口有2,326人；2010年人口2,472；2002年人口2,468；1989年人口2,733。